# Pandiaka involucrata
Pandiaka involucrata är en amarantväxtart som först beskrevs av Horace Bénédict Alfred Moquin-Tandon, och fick sitt nu gällande namn av Joseph Dalton Hooker. Pandiaka involucrata ingår i släktet Pandiaka och familjen amarantväxter. Utöver nominatformen finns också underarten P. i. megastachya.